# Hemichromis bimaculatus
Hemichromis bimaculatus är en fiskart som beskrevs av Gill 1862. Hemichromis bimaculatus ingår i släktet Hemichromis och familjen Cichlidae. IUCN kategoriserar arten globalt som livskraftig. Inga underarter finns listade i Catalogue of Life.